# Catostemma albuquerquei
Catostemma albuquerquei är en malvaväxtart som beskrevs av Paula. Catostemma albuquerquei ingår i släktet Catostemma och familjen malvaväxter. Inga underarter finns listade i Catalogue of Life.